# Bahnhof Berlin-Johannisthal

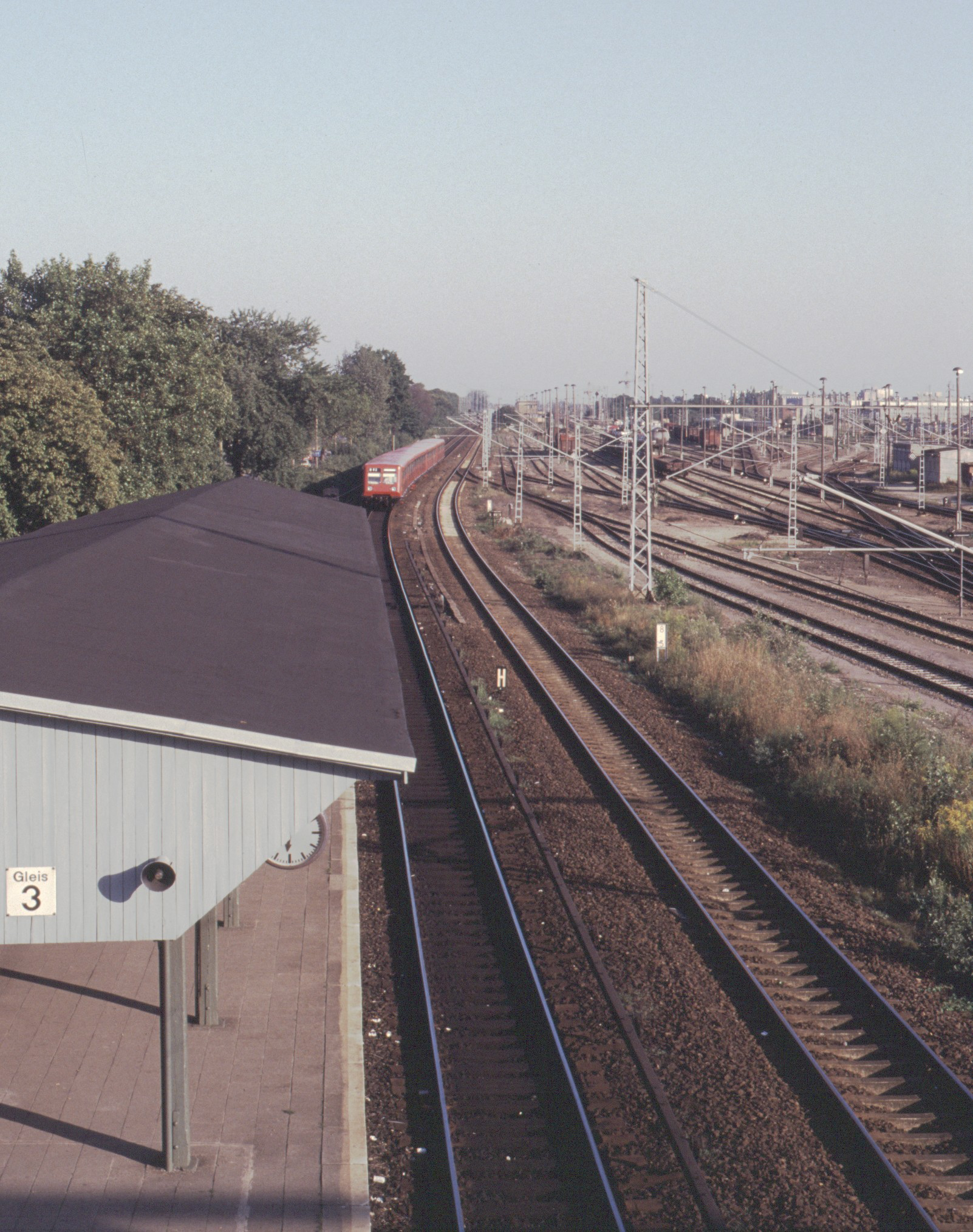
Blick von der Fußgängerbrücke, rechts der Rangierbahnhof, 1991

Bahnhof Berlin-Johannisthal (bis 2020 Berlin-Schöneweide Betriebsbahnhof) ist ein Haltepunkt der S-Bahn Berlin im Berliner Ortsteil Johannisthal im Bezirk Treptow-Köpenick. Er ist Zugangsbahnhof zur Hauptwerkstatt Berlin-Schöneweide der S-Bahn. Erst nach dem Zweiten Weltkrieg wurde er auch für den öffentlichen Personenverkehr freigegeben. Er wird von fünf S-Bahn-Linien bedient.
Der Bahnhof wurde mit dem Fahrplanwechsel am 13. Dezember 2020 von Berlin-Schöneweide Betriebsbahnhof in Berlin-Johannisthal umbenannt.

## Lage
Der Haltepunkt befindet sich im Ortsteil Johannisthal im Bezirk Treptow-Köpenick. Das Berliner Stadtzentrum liegt rund 12 km Luftlinie nordwestlich. Der Bahnhof grenzt an die Bundesstraße 96a. Der Bahnhof Berlin-Schöneweide liegt etwa 1,3 Kilometer weiter nordwestlich, der Bahnhof Adlershof ca. 1,9 Kilometer südöstlich. Die Station liegt im Tarifbereich Berlin B des Verkehrsverbundes Berlin-Brandenburg.
Mit der Erschließung der sogenannten Gleislinse des früheren Rangierbahnhofs Schöneweide von Johannisthal aus erfolgte im Juni 2017 eine Änderung der Ortsteilgrenzen, sodass das Gelände inklusive des S-Bahnhofs seitdem zum Ortsteil Johannisthal gehört, zuvor lag das Bahngelände auf dem Gebiet von Niederschöneweide.

## Geschichte

### Geschichte bis zum Zweiten Weltkrieg
Zu Beginn des elektrischen S-Bahn-Betriebs in Berlin wurde am Adlergestell in Berlin-Niederschöneweide das Reichsbahnausbesserungswerk Berlin-Schöneweide für die Wartung und Reparatur der S-Bahn-Züge eingerichtet. Der Betrieb dort wurde am 15. Oktober 1927 aufgenommen. Fünf Wochen danach, am 17. November 1927, ging ein Haltepunkt unter dem Namen Betriebshaltepunkt Nieder-Schöneweide in Betrieb. Ab 6. November 1928 wurde der elektrische S-Bahn-Betrieb von Schöneweide nach Grünau aufgenommen und der Haltepunkt auch von elektrisch betriebenen Zügen bedient. Die Station war anfangs nicht für den öffentlichen Personenverkehr gedacht, es hielten nur die Züge bei Schichtwechsel.

### Aufnahme des Personenverkehrs nach 1945

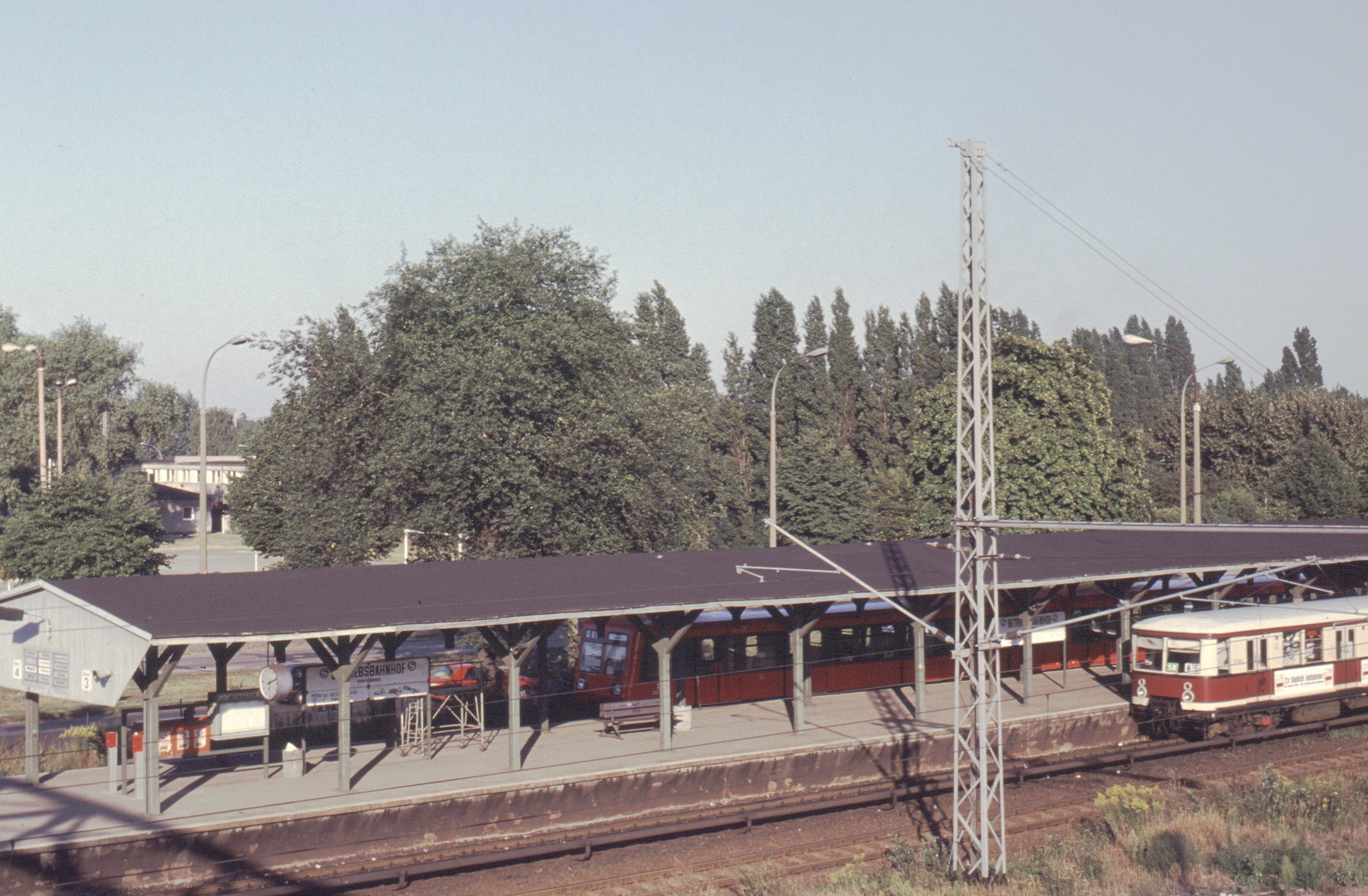
Bahnsteig mit Zügen der Baureihen 270 (hinten) und 277, 1991

Im Zweiten Weltkrieg blieben der Haltepunkt und das RAW von Kriegsschäden weitgehend verschont, trotzdem fuhr ab April 1945 erst einmal kein Zug diesen Bahnhof an. Am 11. Juli 1945 wurde der Betrieb wieder aufgenommen. Erstmals gab man ihn auch für den öffentlichen Verkehr frei. Zuerst gab es zwei verschiedene Bezeichnungen, die sich anfangs noch abwechselten: Betriebsbahnhof Schöneweide und Schöneweide Betriebsbahnhof.
Zum Fahrplanwechsel im Dezember 2020 wurde der Bahnhof in Johannisthal umbenannt. Das Vorhaben wurde kritisiert, da die Johannisthaler Bebauung von der Station aus aufgrund der gesperrten Fußgängerbrücke überhaupt nicht erreicht werden konnte.
Entgegen dem Regelabfertigungsverfahren ZAT erfolgt auf diesem Bahnhof die Zugabfertigung durch den Fahrdienstleiter als örtliche Aufsicht.

## Anlagen

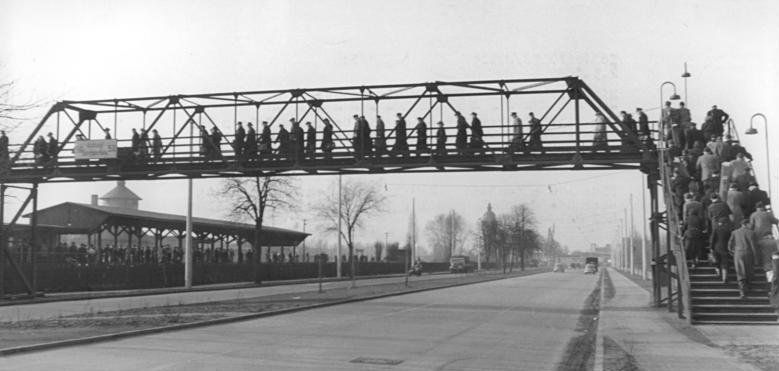
Bahnsteig und Fußgängerbrücke über das Adlergestell, März 1957

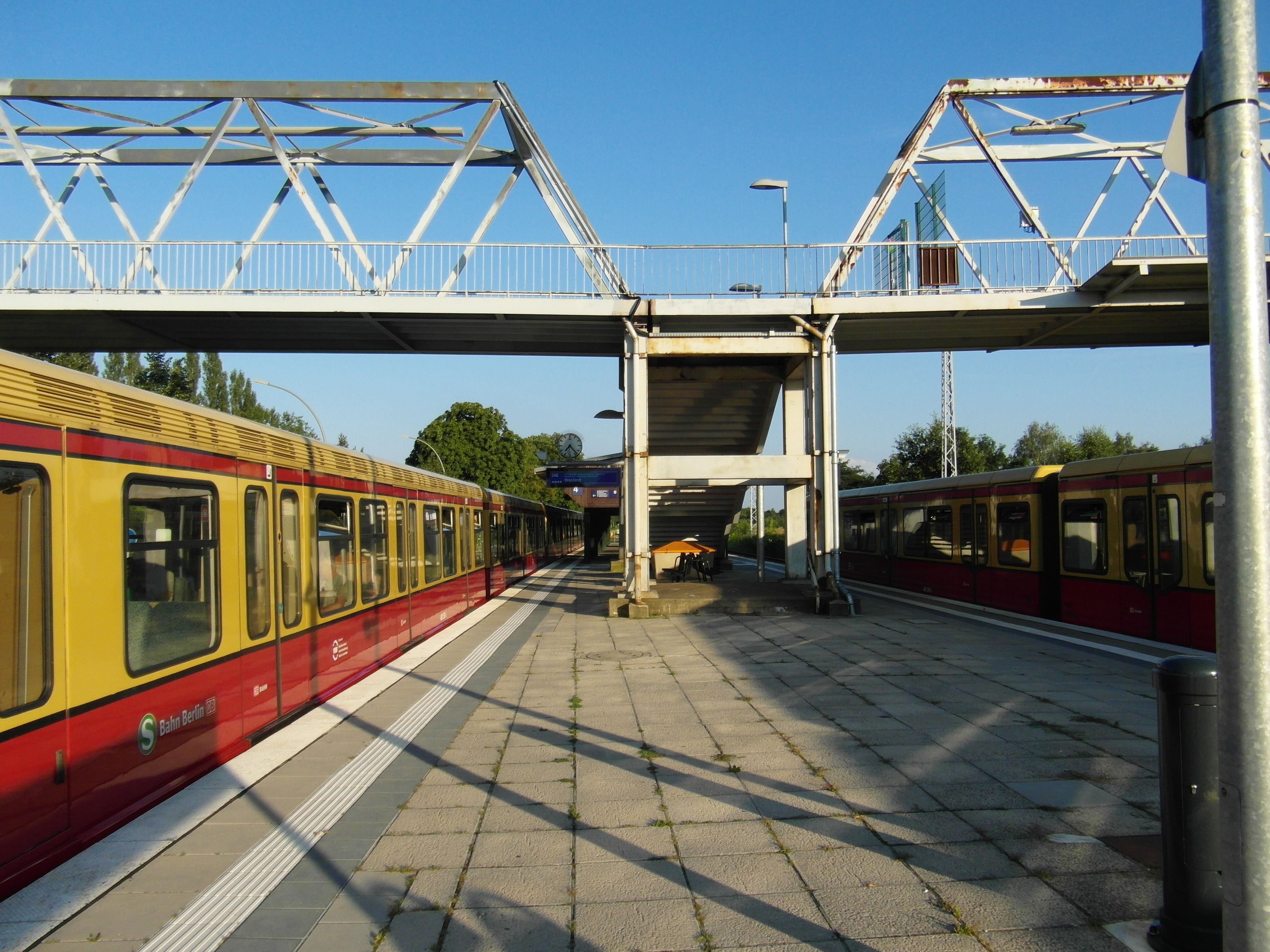
Fußgängerbrücke, August 2012

### Bahnsteige
Die Station besitzt einen Mittelbahnsteig, der von der S-Bahn angefahren wird. Auf Gleis 3 fahren die Züge nach Königs Wusterhausen und zum Flughafen BER, auf dem Gleis 4 in Richtung Spandau, Westend, Südkreuz, Birkenwerder und nach Pankow.

### Fußgängerbrücke
Ursprünglich war die Station über eine Fußgängerbrücke am Südostende des Bahnsteigs zu erreichen. Diese führte zur einen Seite über das stadteinwärtige S-Bahn-Gleis und die Straße Adlergestell in Richtung des Betriebswerks der S-Bahn. Dort gab es einen öffentlichen Zugang. Zur anderen Seite führte die Brücke über Bahngleise und erschloss das Betriebswerk der Fernbahn ohne Zugang für die Öffentlichkeit. Zwischen 1983 und 1986 entstand in mehreren Etappen eine neue Brücke in Bahnsteigmitte, die alte Brücke wurde 1986 abgetragen.
Im Dezember 2013 gingen zwei Aufzüge an der Fußgängerbrücke in Betrieb, sodass der Bahnsteig nun vom Adlergestell aus barrierefrei erreichbar ist. Rund 650.000 Euro wurden hierfür investiert.
Der nach Westen führende Brückenteil war aufgrund seines maroden Zustands gesperrt, ein Zugang von der Johannisthaler Seite und dem dort neu entstehenden Industrie- und Gewerbegebiet somit nicht möglich. Eine ursprünglich bis 2024 geplante Sanierung wurde bis Ende 2021 fertiggestellt, nachdem die geplante Stationsumbenennung trotz anhaltender Sperrung des Ausgangs für Kritik sorgte. Eine Ausrüstung des westlichen Brückenabgangs mit einem Aufzug soll bis 2024 erfolgen.

## Anbindung
| Linie | Verlauf | Takt in der HVZ |
| ----- | --- | --------------- |
|       | Südkreuz – Tempelhof – Hermannstraße – Neukölln – Köllnische Heide – Baumschulenweg – Schöneweide – Johannisthal – Adlershof – Altglienicke – Grünbergallee – Schönefeld (bei Berlin) – Waßmannsdorf – Flughafen BER \|\| 20 min |                 |
|       | Westend – Messe Nord/ZOB – Westkreuz – Halensee – Hohenzollerndamm – Heidelberger Platz – Bundesplatz – Innsbrucker Platz – Schöneberg – Südkreuz – Tempelhof – Hermannstraße – Neukölln – Köllnische Heide – Baumschulenweg – Schöneweide – Johannisthal – Adlershof – Grünau – Eichwalde – Zeuthen – Wildau – Königs Wusterhausen \|\| 20 min |                 |
|       | Birkenwerder – Hohen Neuendorf – Bergfelde – Schönfließ – Mühlenbeck-Mönchmühle – Blankenburg – Pankow-Heinersdorf – Pankow – Bornholmer Straße – Schönhauser Allee – Prenzlauer Allee – Greifswalder Straße – Landsberger Allee – Storkower Straße – Frankfurter Allee – Ostkreuz – Treptower Park – Plänterwald – Baumschulenweg – Schöneweide – Johannisthal – Adlershof – Grünau (– Eichwalde – Zeuthen – Wildau) \|\| 20 min                                                        |                 |
|       | Frohnau – Hermsdorf – Waidmannslust – Wittenau (Wilhelmsruher Damm) – Wilhelmsruh – Schönholz – Wollankstraße – Bornholmer Straße – Schönhauser Allee – Prenzlauer Allee – Greifswalder Straße – Landsberger Allee – Storkower Straße – Frankfurter Allee – Ostkreuz – Treptower Park – Plänterwald – Baumschulenweg – Schöneweide (– Johannisthal – Adlershof – Grünau) \|\| 20 min (nur Mo–Fr)                                                                                         |                 |
|       | Spandau – Stresow – Pichelsberg – Olympiastadion – Heerstraße – Messe Süd – Westkreuz – Charlottenburg – Savignyplatz – Zoologischer Garten – Tiergarten – Bellevue – Hauptbahnhof – Friedrichstraße – Hackescher Markt – Alexanderplatz – Jannowitzbrücke – Ostbahnhof – Warschauer Straße – Treptower Park – Plänterwald – Baumschulenweg – Schöneweide – Johannisthal – Adlershof – Altglienicke – Grünbergallee – Schönefeld (bei Berlin) – Waßmannsdorf – Flughafen BER \|\| 20 min |                 |